# Station Morecambe
Morecambe is een spoorwegstation van National Rail in Morecambe, Lancaster in Engeland. Het station is eigendom van Network Rail en wordt beheerd door Northern Rail. 

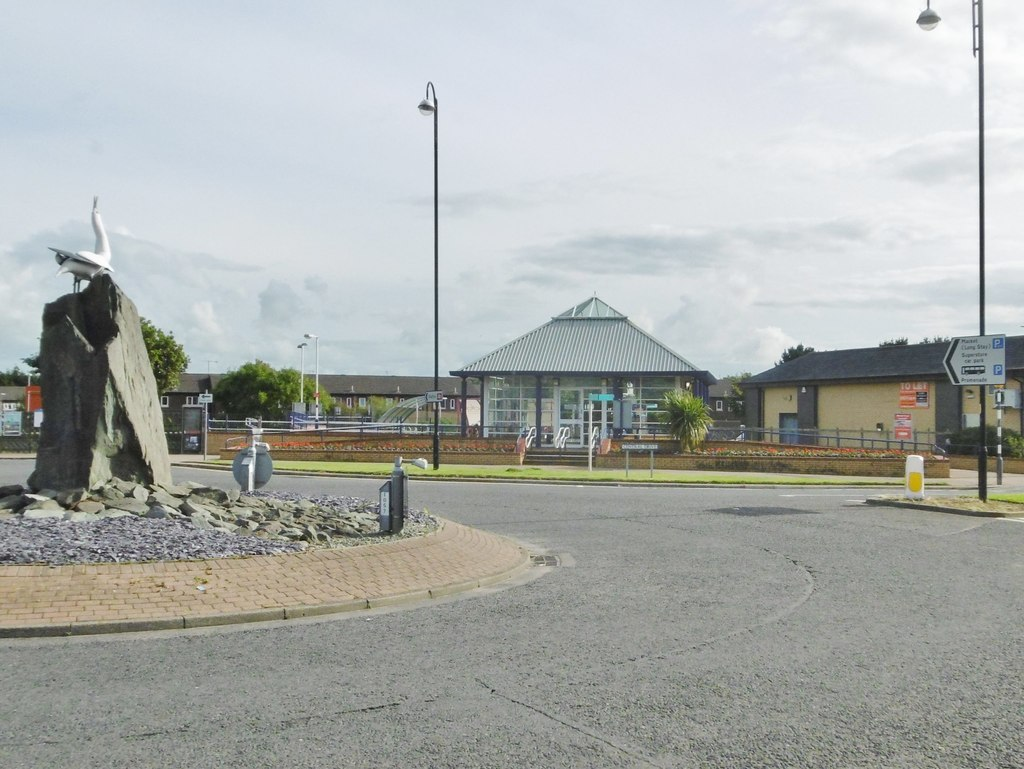
Voorplein en stationsgebouw, 2017